# Fistful of Mercy
Fistful of Mercy è un gruppo rock composto da Dhani Harrison, Ben Harper e Joseph Arthur.

## Storia della band
La band si è formata in febbraio 2010, quando Arthur chiese ad Harper di accompagnarlo in studio durante la registrazione di un suo album; Harper poi chiese ad Harrison, conosciuto in uno skate park di Santa Monica, California, di unirsi a loro. Arrivati al Carriage House studio a Los Angeles, il trio ha scritto e registrato nove canzoni acustiche.
Dhani Harrison ha paragonato la loro collaborazione avvenuta casualmente, con la nascita dei Traveling Wilburys, il gruppo in cui suo padre, George, ha suonato alla fine degli anni '80 assieme a Bob Dylan, Roy Orbison, Tom Petty e Jeff Lynne.
Dopo la registrazione dei nove pezzi, Dhani ha chiamato il suo amico batterista Jim Keltner che ha suonato molte volte anche negli album di suo padre (compresi quelli dei Traveling Wilburys), per inserire le percussioni. Anche la violinista Jessy Greene ha partecipato alle registrazioni.
Il gruppo ha fatto il suo debutto live in un'esibizione per KCRW's Morning Becomes Eclectic il 26 agosto 2010. L'album di debutto dei Fistful of Mercy, As I Call You Down è uscito negli USA il 5 ottobre 2010 (il 30 novembre in Italia) sotto l'etichetta HOT Records. Il 10 novembre 2010, la band ha suonato la canzone "Father's Son", con special guest Tom Morello, nella terza puntata di Conan, show televisivo americano in onda nel canale TBS.
Il primo tour europeo dei Fistful of Mercy si è tenuto nel mese di dicembre 2010, dopo il tour americano: Ben Harper, Dhani Harrison e Joseph Arthur si sono esibiti all'Alcatraz di Milano il 9/12 e al Vox Club di Nonantola, Modena, il 10/12.

## Discografia

### Singoli
- Fistful of Mercy (2010)

### Album
- As I Call You Down (2010)